# Bataille de Chevilly
Guerre franco-allemande de 1870
La bataille de Chevilly est une bataille qui s'est déroulée pendant le siège de Paris lors de la guerre franco-allemande de 1870. Il s'agit de la deuxième sortie française de Paris contre les armées allemandes. Le 30 septembre 1870, le général Joseph Vinoy attaqua le VIe corps prussien à Chevilly-Larue et fut facilement repoussé.
Le VIe corps prussien commandé par le général von Tümpling repousse une tentative de l'armée française depuis Paris dirigée par le général Joseph Vinoy. L'armée française dans la bataille a subi des pertes plus importantes que l'armée prussienne.
Le prince héritier de Prusse, futur empereur Frédéric III (empereur allemand), écrivit dans son journal :

« Le général Vinoy — qui commandait un corps comprenant toutes les forces régulières de France pendant la guerre —, a mené une "attaque de reconnaissance" absurde sur la rive gauche de la Seine le 30 septembre 1870 : avec 20 000 hommes, sous les canons des forteresses de Bicêtre et Ivry, il procède à des raids sur les villages de L'Haÿ-les-Roses, Chevilly-Larue et Thiais. Le VIe corps prussien n'eut aucune difficulté à écraser et à forcer les forces de Vinoy à fuir dans le chaos. En raison de pertes importantes, les Français ont demandé un cessez-le-feu pour l'enterrement et l'envoi des soldats blessés à l'arrière. »

Deux semaines après la défaite de la bataille de Chevilly, Vinoy repartit le 13 octobre lors de la deuxième bataille de Châtillon, qui se solda également par une défaite française,.

## Sources
- (en) Cet article est partiellement ou en totalité issu de l’article de Wikipédia en anglais intitulé « Battle of Chevilly » (voir la liste des auteurs).

1. ↑  (en) « Franco-Prussian War: Siege of Paris », sur ThoughtCo (consulté le 27 septembre 2024)
2. ↑  « 30 septembre 1870, la bataille de Chevilly », sur La Commune de Paris, 29 septembre 2020 (consulté le 27 septembre 2024)
3. 1 2 3  Helmuth University of California Libraries, The Franco-German war of 1870-71, New York : Harper, [1901?] (lire en ligne)
4. ↑  (en) A.R Allison, The war diary of the Emperor Frederick III, 1870-1871, Reads Book libri, 2006 (ISBN 9780837148243), p. 143
5. ↑  Nicolas Bourguinat et Gilles Vogt, La guerre franco-allemande de 1870: Une histoire globale, Paris, Flamarion, 2020, 512 p. (ISBN 9782081510555)